# Miquel Aleu i Padreny
Miquel Aleu i Padreny (Constantí, 1910 - Tarragona, 2011) fou un metge i erudit local. Nascut casualment a Constantí, es va traslladar posteriorment a la Torre de l'Espanyol i, posteriorment, a Tarragona, on va estudiar batxillerat. Més endavant estudia medicina a la Universitat de Barcelona i es llicencia el 1933. Torna a Tarragona i exerceix de metge de capçalera fins a la jubilació, al cap de 56 anys. També fa de metge a les Germanetes dels Pobres i del Seminari Diocesà, i de forense durant els anys de la Guerra Civil. Entre 1955 i 1969 és regidor a l'Ajuntament de Tarragona i diputat provincial, des d'on impulsa diverses iniciatives en matèria de serveis municipals, com la salubritat de les conduccions d'aigua i del clavegueram. Interessat per l'arqueologia, el 1960 és nomenat president de la Reial Societat Arqueològica Tarraconense i durant més de vint anys farà de secretari de la Junta de Museus. L'interès per l'arqueologia, el patrimoni històric i la cultura popular el porten a escriure molts estudis d'erudició local plasmats en 160 quaderns que completa amb retalls de diaris i revistes, imatges, dibuixos i altres documents i, sobretot, de les seves notes sempre acompanyades del to satíric i humorístic que el caracteritzava.